# کلمتوف
کلمتوف (به لاتین: Kelemetov) یک منطقهٔ مسکونی در روسیه است که در آدیغیه واقع شده‌است.